# Sockel (Architektur)
Ein Sockel ist in der Architektur der Unterbau eines Gebäudes, einer Säule, einer Stütze, eines Denkmals oder eines anderen Gegenstandes.

## Begriff
Der Baufachbegriff Sockel wurde im Deutschen erst im 18. Jahrhundert entlehnt aus dem gleichbedeutenden französischen socle, das wiederum aus dem italienischen zoccolo (eigentlich ‚Holzschuh‘, ‚Holzpantoffel‘) stammt. Zugrunde liegt das lateinische Wort socculus (‚leichter Schuh‘, ‚Sandale‘).
In „Oekonomische Encyklopädie“ von Johann Georg Krünitz und auch Johann Friedrich Penthers „Lexicon Architectonicum“ aus der Barockzeit kannten den Begriff Sockel noch nicht. Vereinzelt waren allenfalls (noch bis Ende 19. Jahrhundert) die deutschen Bezeichnungen Socke und Zocke für Sockel bekannt. Als gleichbedeutend bezeichnete Oskar Mothes in seinem „Illustrierten Baulexikon“ von 1884 den Begriff Mauerfuß.
Zuvor waren seit dem 16. Jahrhundert baufachsprachlich verbreitet die – ebenfalls aus dem Französischen entlehnten – Begriffe Piedestal und Postament (Postement). Zugleich wies Penther 1744 im Zusammenhang mit den Säulenordnungen auf die älteren deutschen Begriffe Säulen-Stuhl und Fuß-Gestell hin. Für die Spezialverwendung des Sockels als Untersatz für Vasen, Statuen und dergleichen kannte Johann Georg Sulzer in seinem Lexikon „Allgemeine Theorie der Schönen Künste“ (1777) auch die Begriffe Bildstuhl oder Bilderstuhl.

## Verwendung und Gestaltung
Entsprechend der allgemeinen Unterbau-Funktion findet ein Sockel in verschiedenen architektonischen Zusammenhängen Verwendung, so dass es im Speziellen Unterbegriffe gibt:

### Gebäudesockel
Ein Gebäudesockel ist das Mauerwerk direkt über dem Fundament, auf dem das Gebäude errichtet ist. Der Sockel ist seit altersher deswegen besonders haltbar konstruiert und auch so gestaltet, dass er seine Festigkeit und Dauerhaftigkeit zeigt, etwa dadurch, dass er vorsteht. Seine Funktion zum Fernhalten der Bodenfeuchte erfüllt der Gebäudesockel in der Regel durch ein relativ dichteres Baumaterial (Naturstein, Beton usw.), seit dem 20. Jahrhundert zusätzlich abgedichtet durch eine aufgelegte Dichtung aus Dachpappe oder dergleichen. Die übliche Sockelhöhe ist in der Regel so hoch (mindestens 30 cm, früher teilweise sogar mindestens 50 cm), dass das Bodenspritzwasser der Niederschläge die empfindlicheren Wandbereiche (beispielsweise eine Fachwerkschwelle) nicht erreicht.
Den gestalterischen Anspruch an einen Gebäudesockel (bzw. an eine Gebäudesocke) als Teil einer Gebäudefassade beschrieb Oskar Mothes in seinem „Illustrierten Baulexikon“ von 1884 so: Die „äußerlich Verstärkung am Unterende eines Mauerkörpers, dient zugleich als Zierde und darf bei Anordnung einer Façade eine fortlaufende Socke (...) eigentlich nie weg gelassen werden, in dem sonst die Façade leicht ein gebrechliches, eingesunkenes Ansehen erhält.“
Schon 1688 betonte der Schweizer Baumeister und Architekturtheoretiker Daniel Hartmann die mögliche gestalterische Funktion des Sockels, um dem Gebäude „ein heroisch Auß- und Ansehn“ zu geben. Er fügte zugleich einen weiteren praktischen Zweck des Gebäudesockels hinzu: Bei Wohnhäusern solle der „underste Wohnungs-Boden (...) etwan in zwey bis vier Schuch erhöhet seyn (...) über die allgemeine Stadtgassen erhoben werden (...) damit von der erstgedachten Gassen nicht in die understen Zimmer oder Gemach gesehen“ werden könne.
Zur beabsichtigten Darstellung von Festigkeit gehörte in der historischen Architektur öfters, dass der Gebäudesockel abgeschrägt mit Dossierung ausgebildet wurde.

Zu den ältesten gestalteten Sockelbildungen der Architekturgeschichte werden die dreifachen Stufen (Stylobat) an den Tempelbauten der Griechen gezählt.

Gebäudesockel
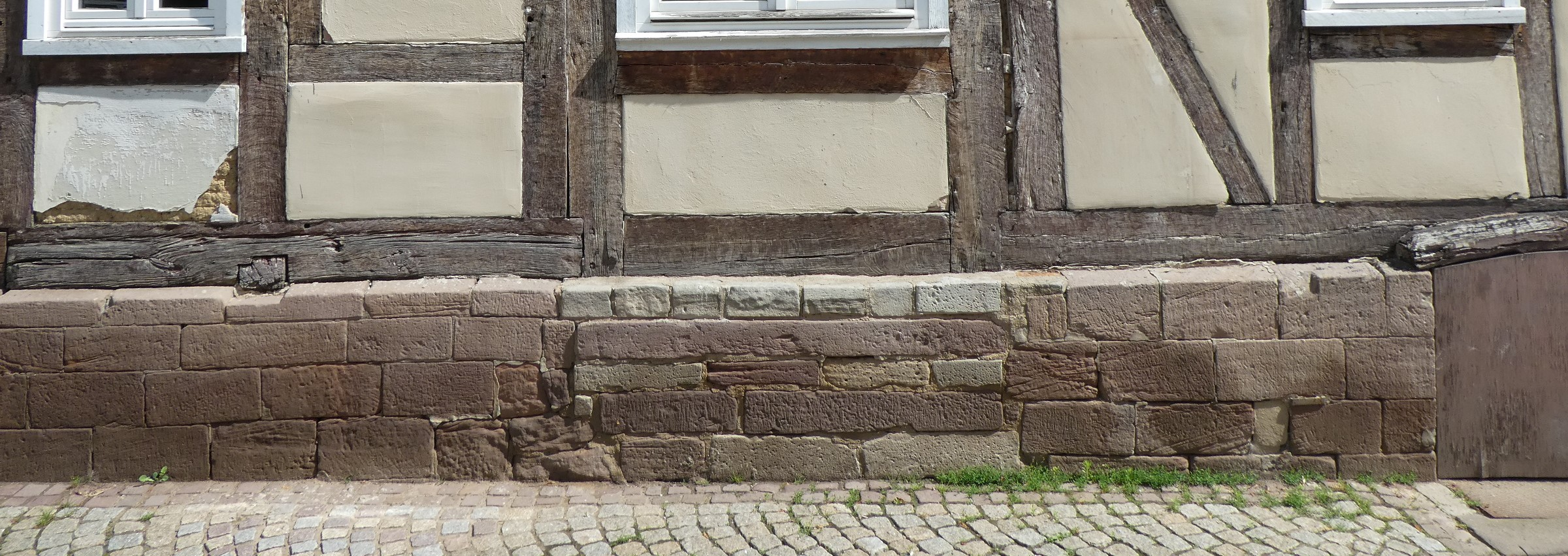
Steinsockel eines Fachwerkhauses (Hedemünden, Oppertor 24)
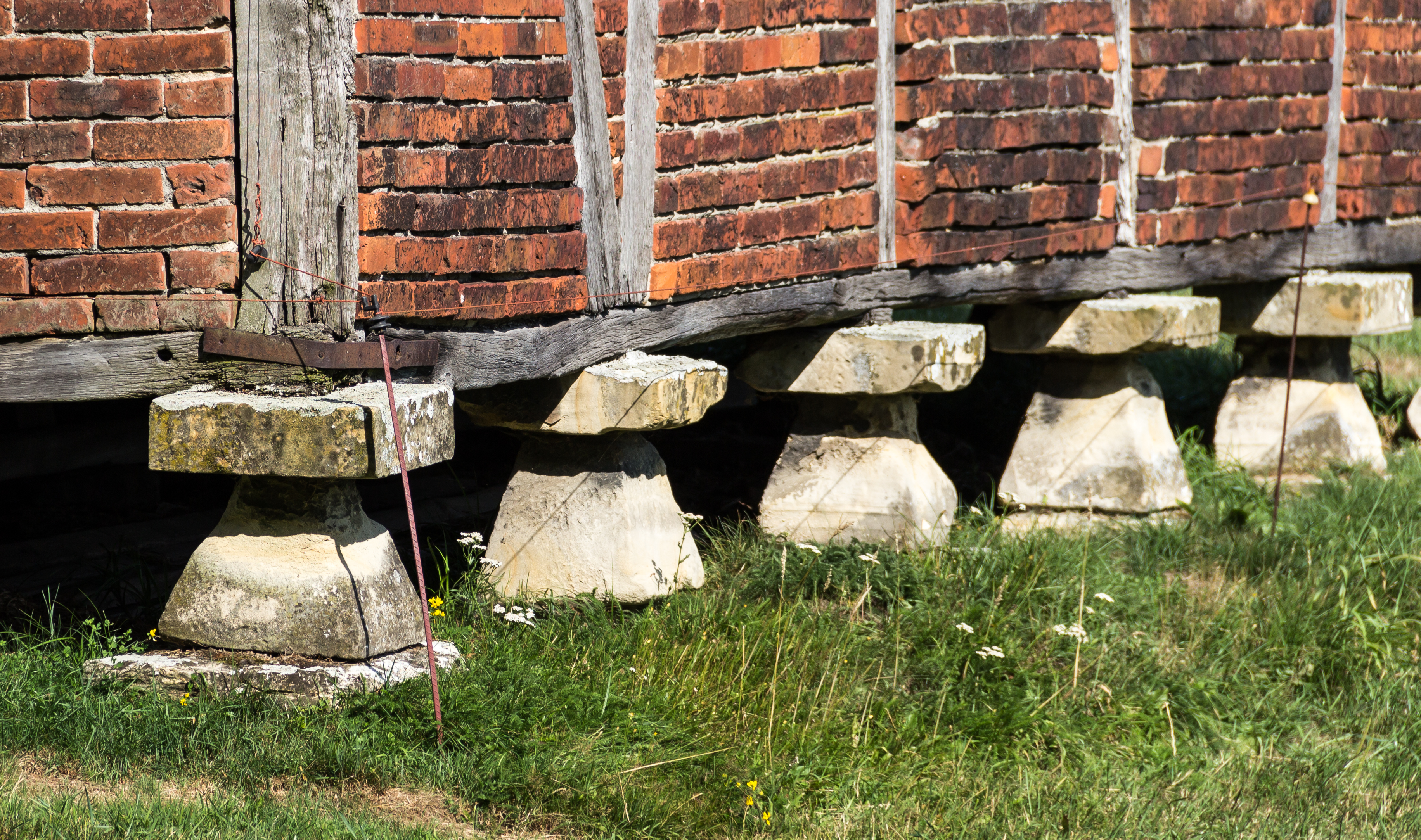
Sockel als Mäusepfeiler unter einer Scheune in der Bauerschaft Rödder bei Dülmen
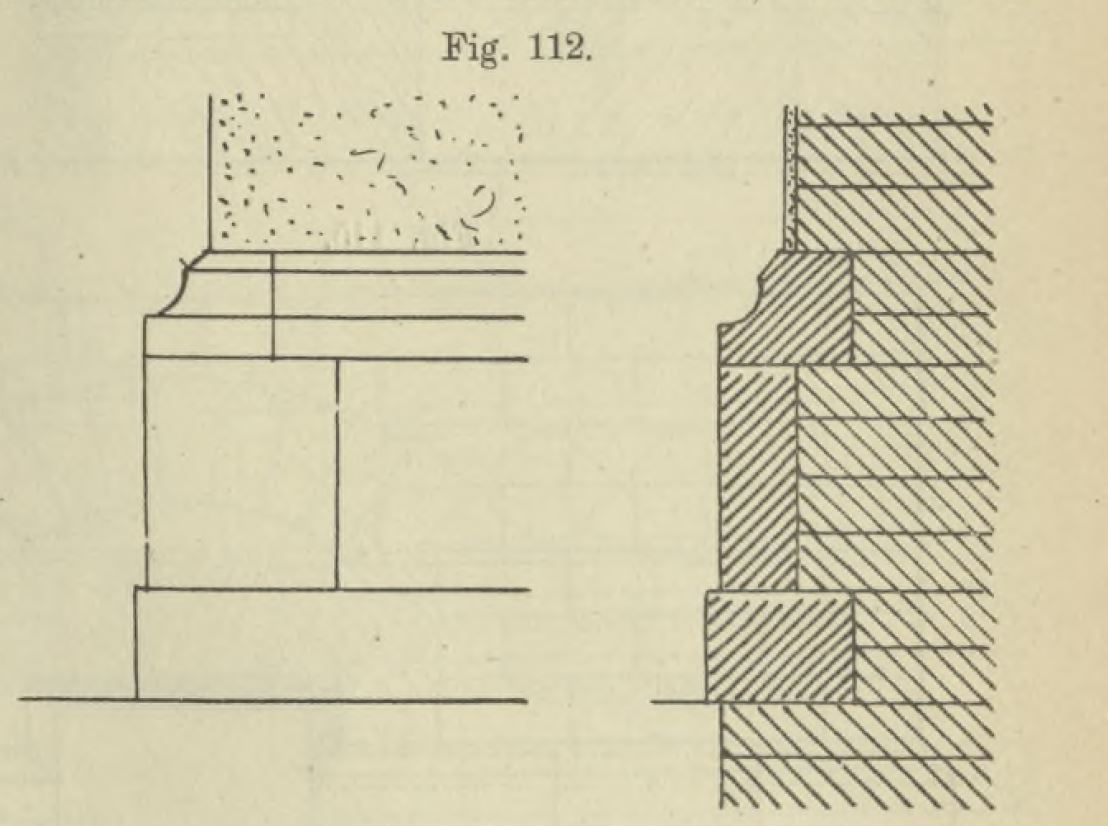
Gebäudesockel in Mauerwerk mit Natursteinverblendung (Lehrbuch von Adolf Opderbecke, 1903[11])
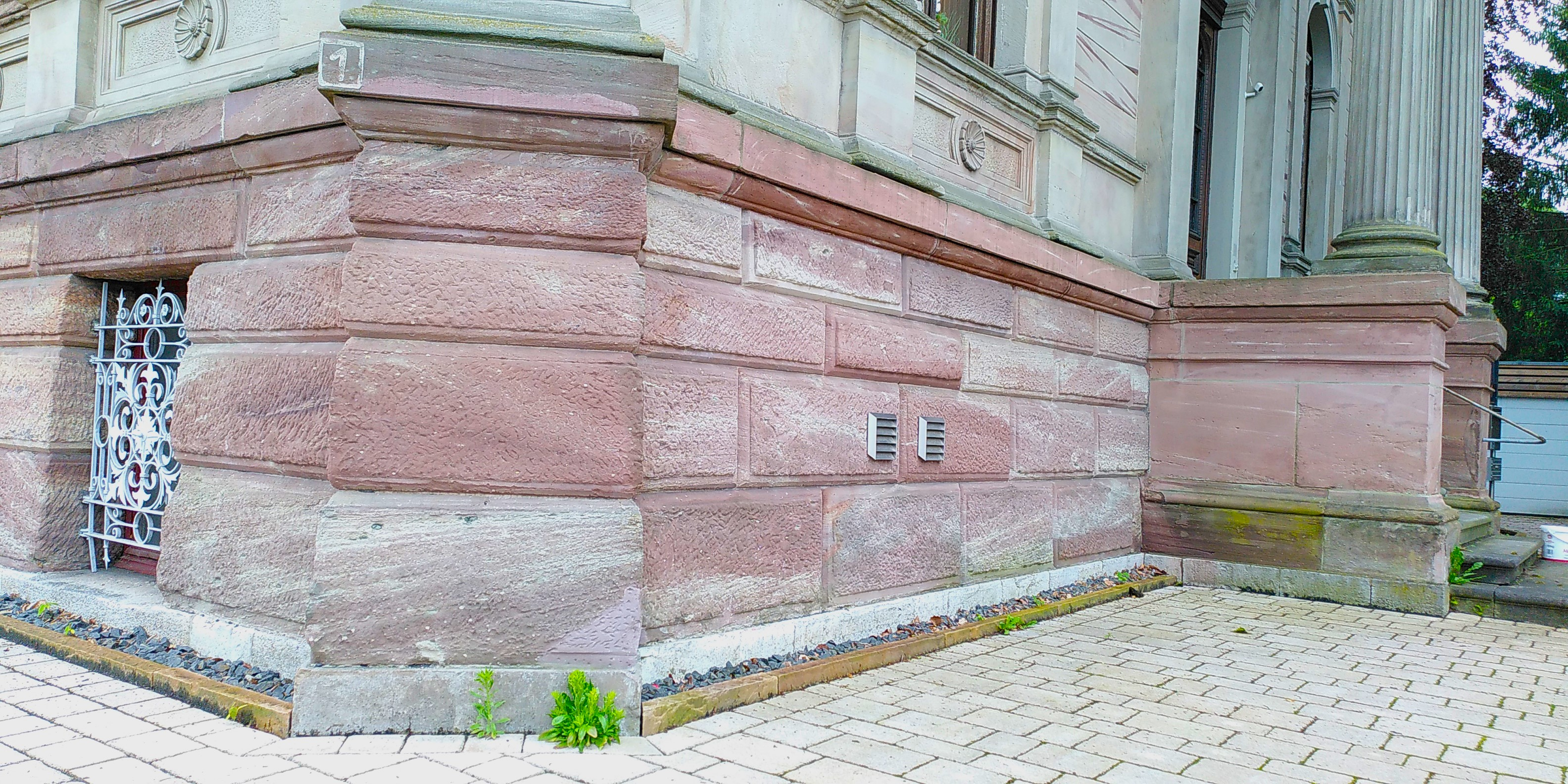
Leicht dossierter Gebäudesockel mit Natursteinverblendung (Göttingen, Groner Landstraße 1)
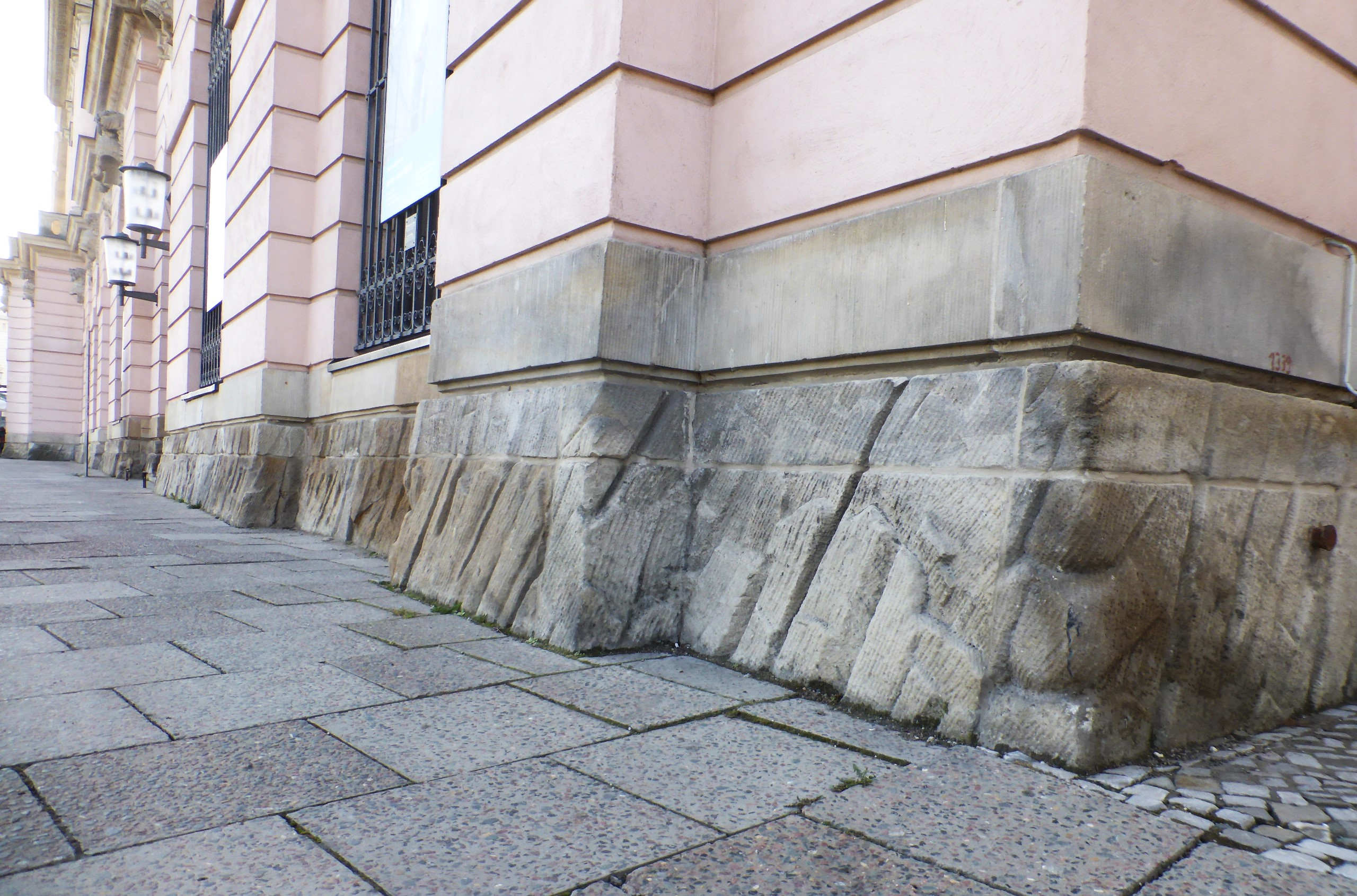
Dossierter und kunstvoll rustizierter Naturstein-Sockel am Zeughaus Berlin

### Sockelgesims
Ein Sockelgesims ist ein Gesims, das den Sockel oder das Sockelgeschoss oben abschließt. Gesimse sind horizontale Bauglieder, die aus einer Außenwand hervorragen und mit zur Gliederung und Verzierung von Fassaden beitragen.

Sockelgesimse
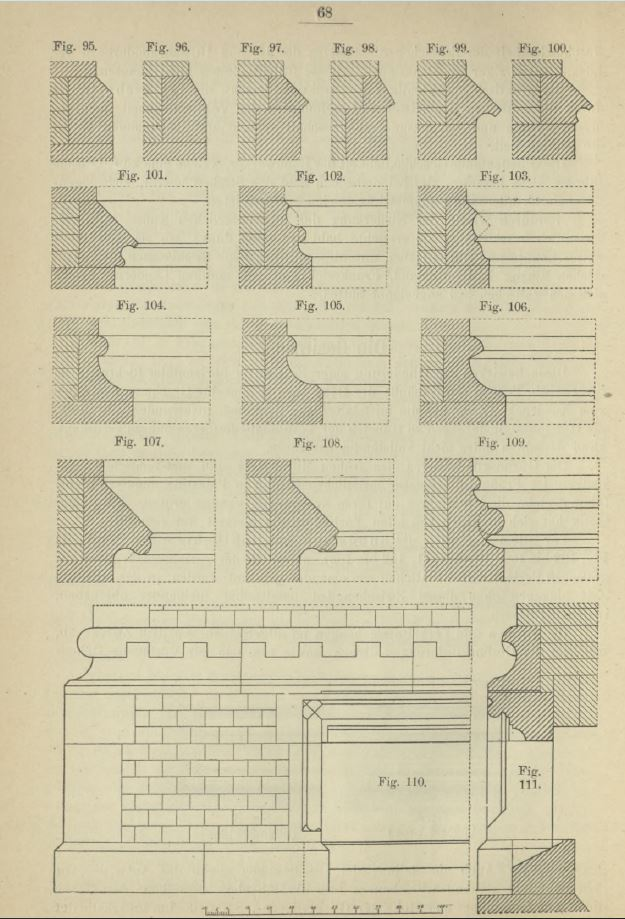
Verschiedene Sockelgesimse in Naturstein (Lehrbuch von Adolf Opderbecke, 1903[13])
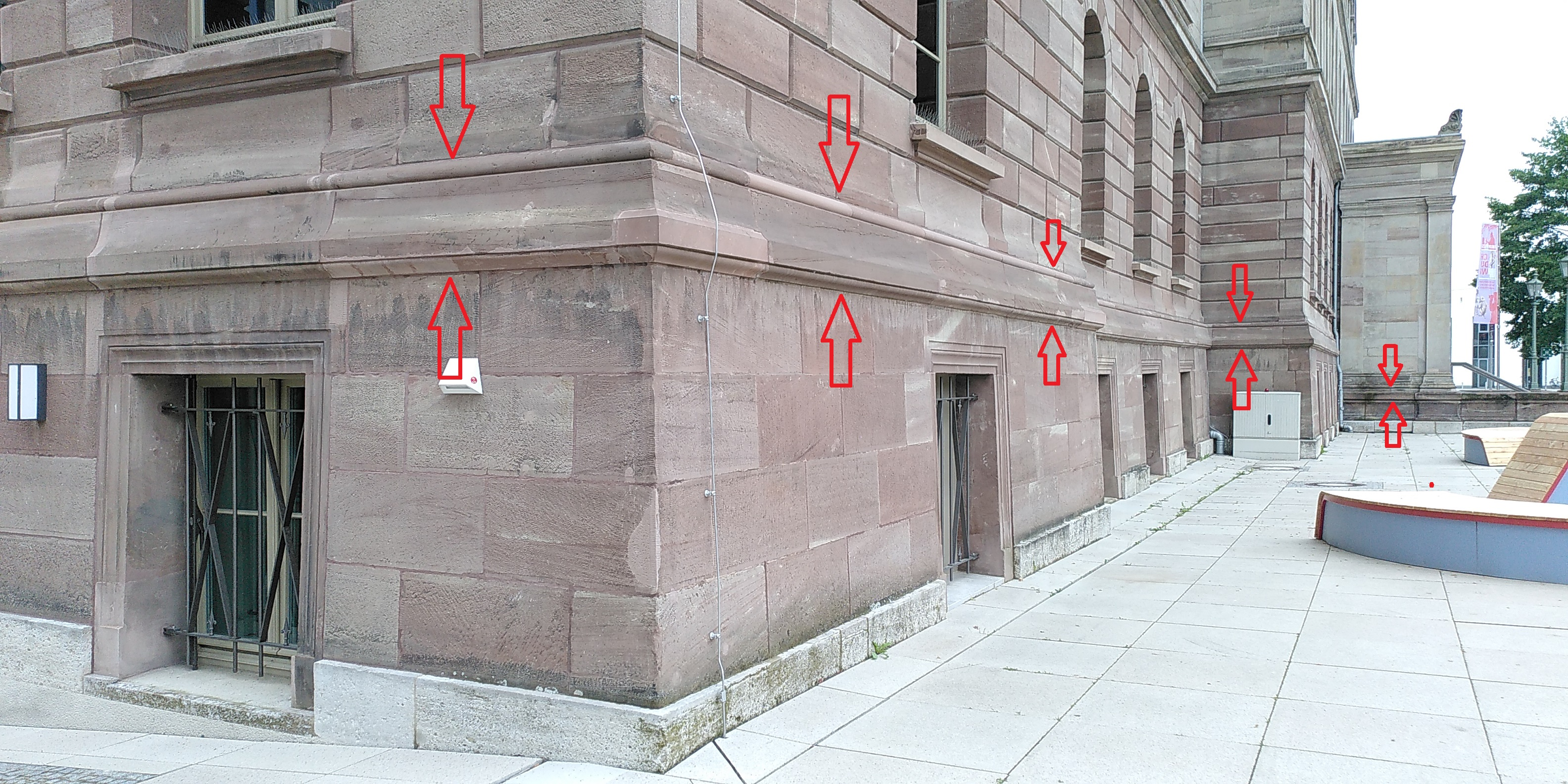
Sockelgesims (ehemaliges Naturhistorisches Museum Göttingen, erbaut 1873–1879)

### Sockelgeschoss
Ein Sockelgeschoss ist ein als besonders hoher Gebäudesockel ausgebildetes und dadurch stärker betontes Geschoss; es ist bei manchen Fassadengliederungen (Kolossalordnung) mit dem Erdgeschoss identisch. Wie schon der Gebäudesockel wurde auch das ganze Sockelgeschoss in der historischen Architektur öfters abgeschrägt mit Dossierung ausgebildet.

Sockelgeschosse
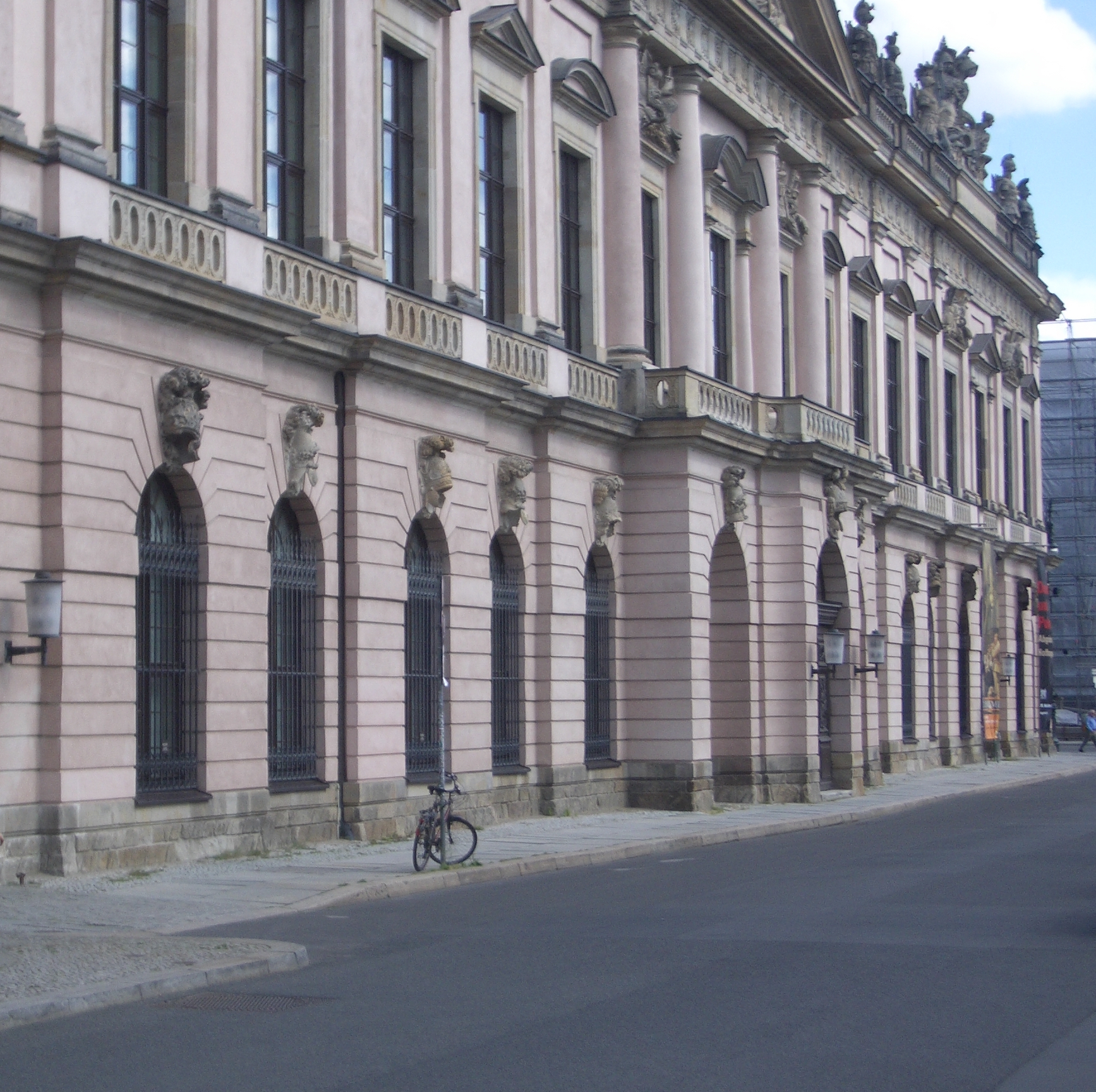
Sockelgeschoss mit gebänderter Rustika am Zeughaus Berlin
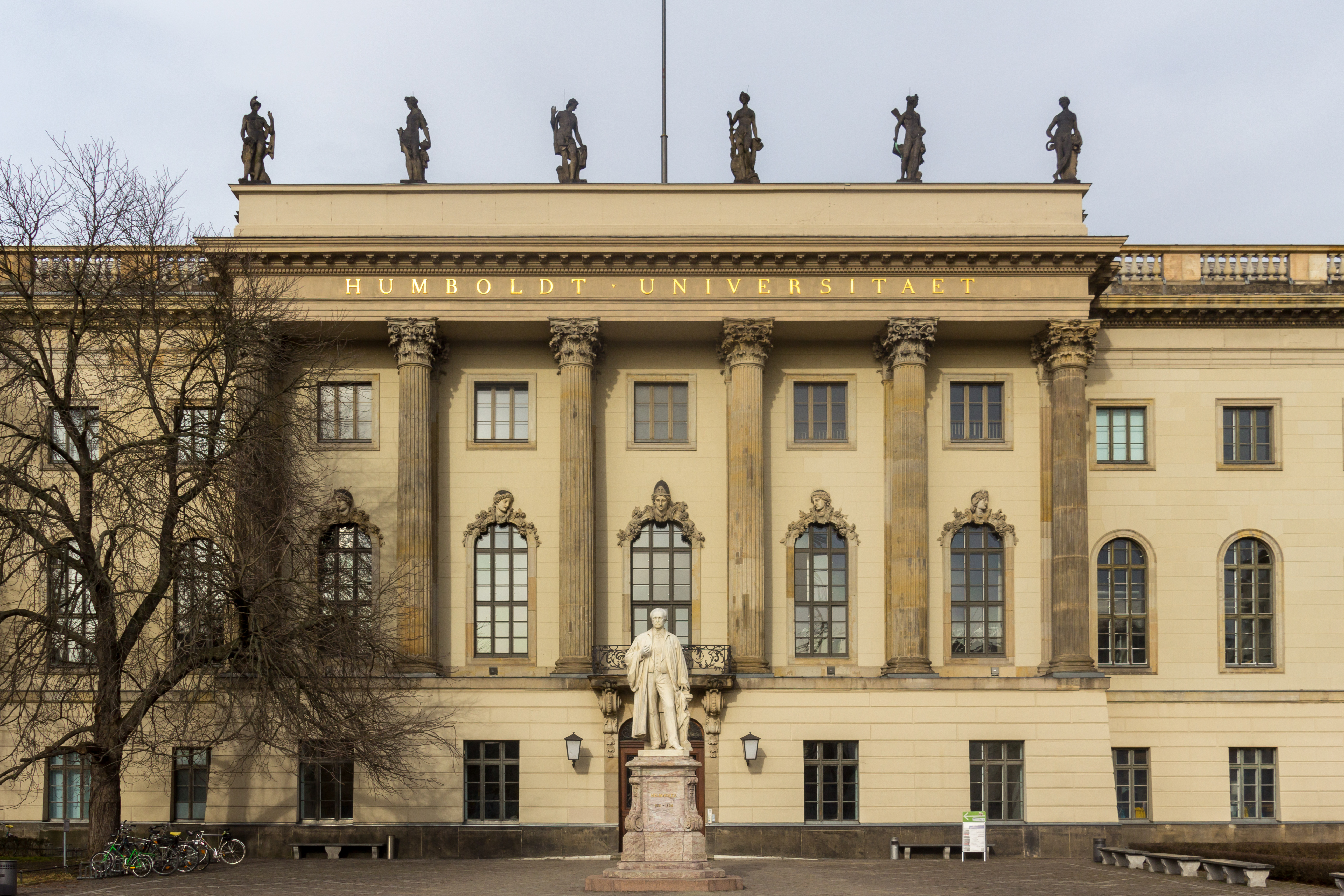
Dossiertes Sockelgeschoss (Palais des Prinzen Heinrich, Berlin)
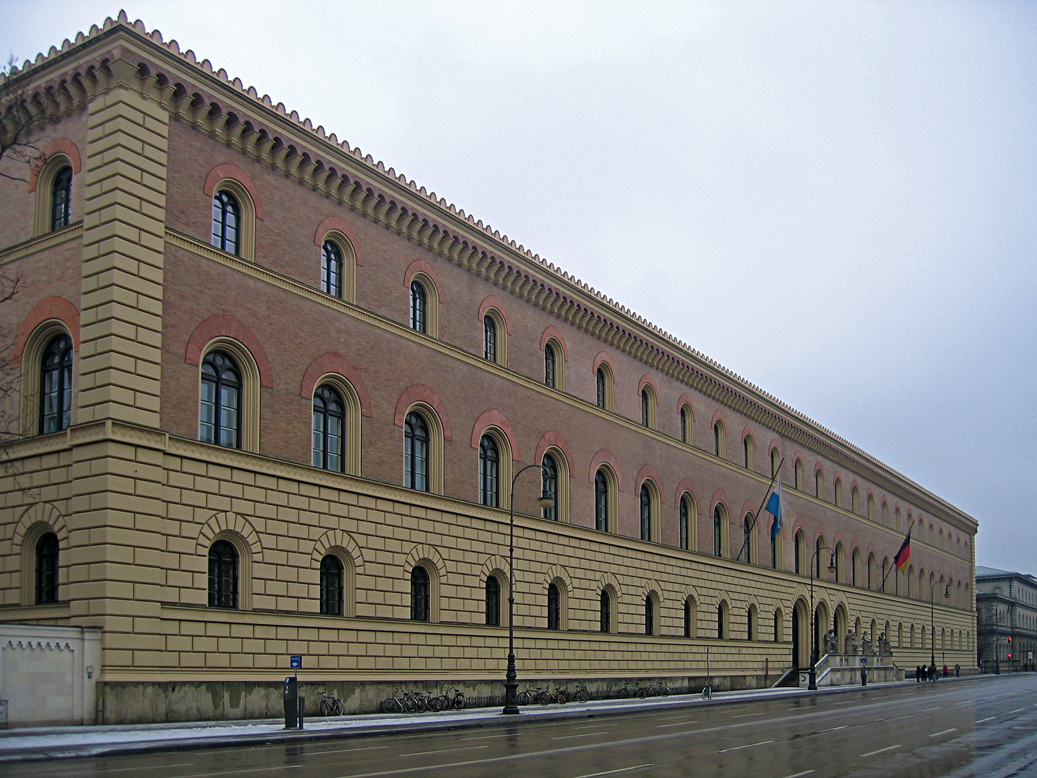
Rustiziertes Sockelgeschoss (Bayerische Staatsbibliothek München)
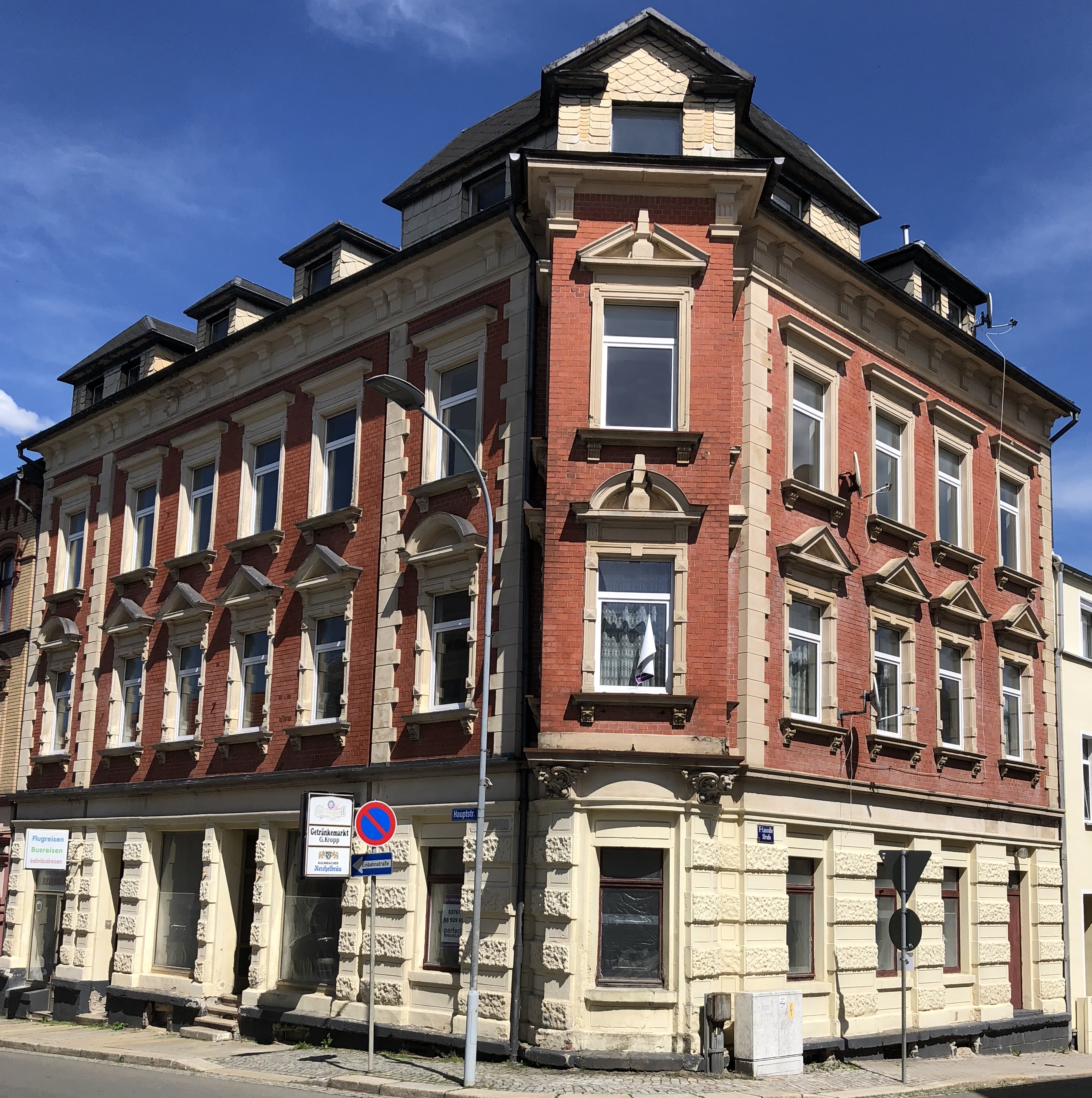
Farblich und materialmäßig in Rustizierung abgesetztes Sockelgeschoss (Falkenstein/Vogtland)

### Denkmalsockel
Ein zum Gedenken errichtetes Personen- oder Ergeignisdenkmal wird regelmäßig durch einen Sockel betont, wortwörtlich emporgehoben und dadurch zum Monument. Der traditionelle Begriff für solche Denkmalsockel ist Postament oder Piedestal, das als klassischer Sockel allerdings bestimmter Gestaltungsmerkmale wie Fußprofil, Körper und Kranz als Deckplatte bedarf.

In ähnlicher Weise werden auch Kunstwerke durch einen Sockel erhoben und getragen; solche Sockel sind seit der Moderne oft nur schlicht als einfache Würfel bzw. Kuben gestaltet. 

Sockel von Denkmalen und Kunstwerken
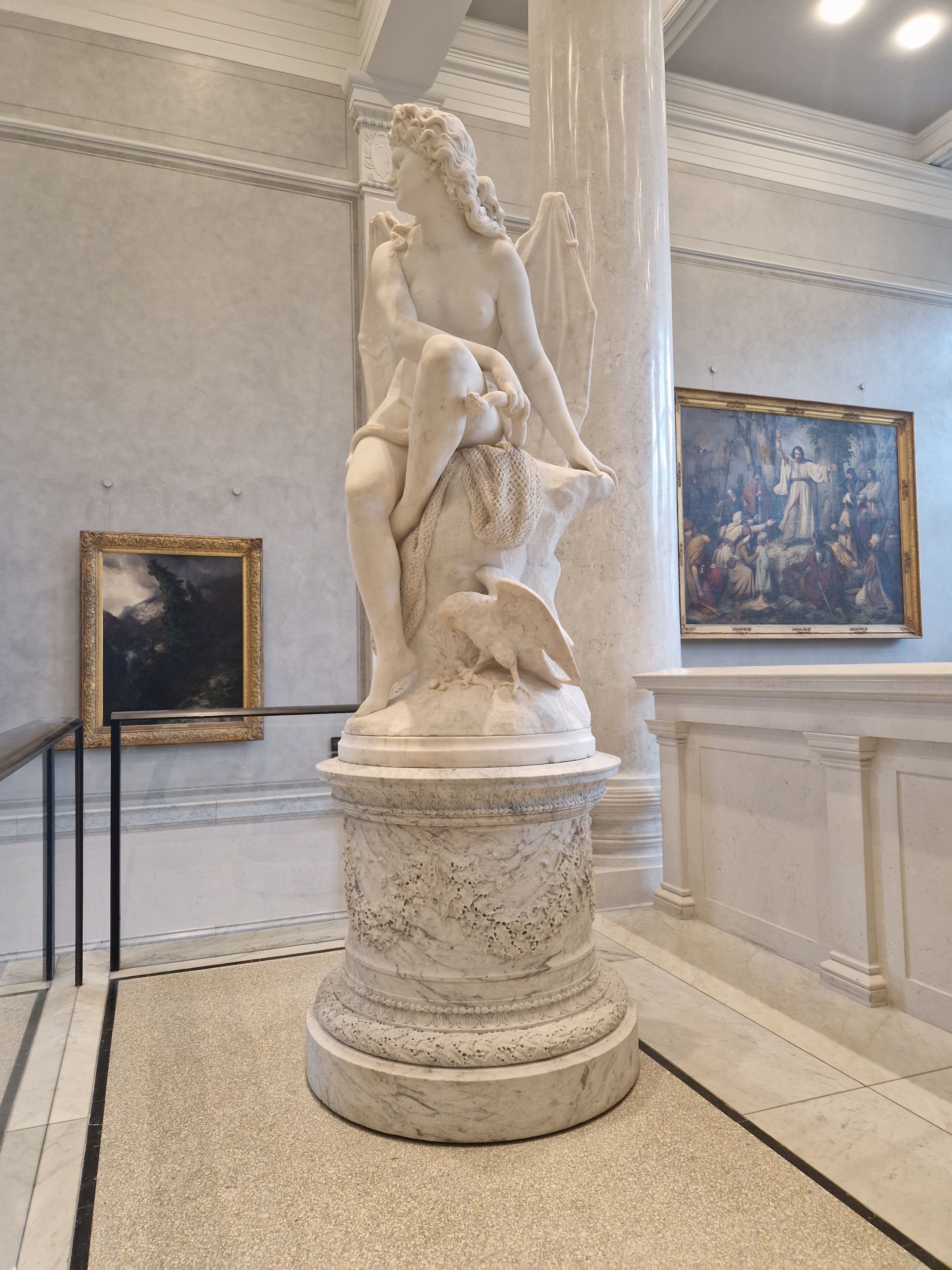
Rundsockel (Rundara) mit Skulptur in der Alten Nationalgalerie, Berlin
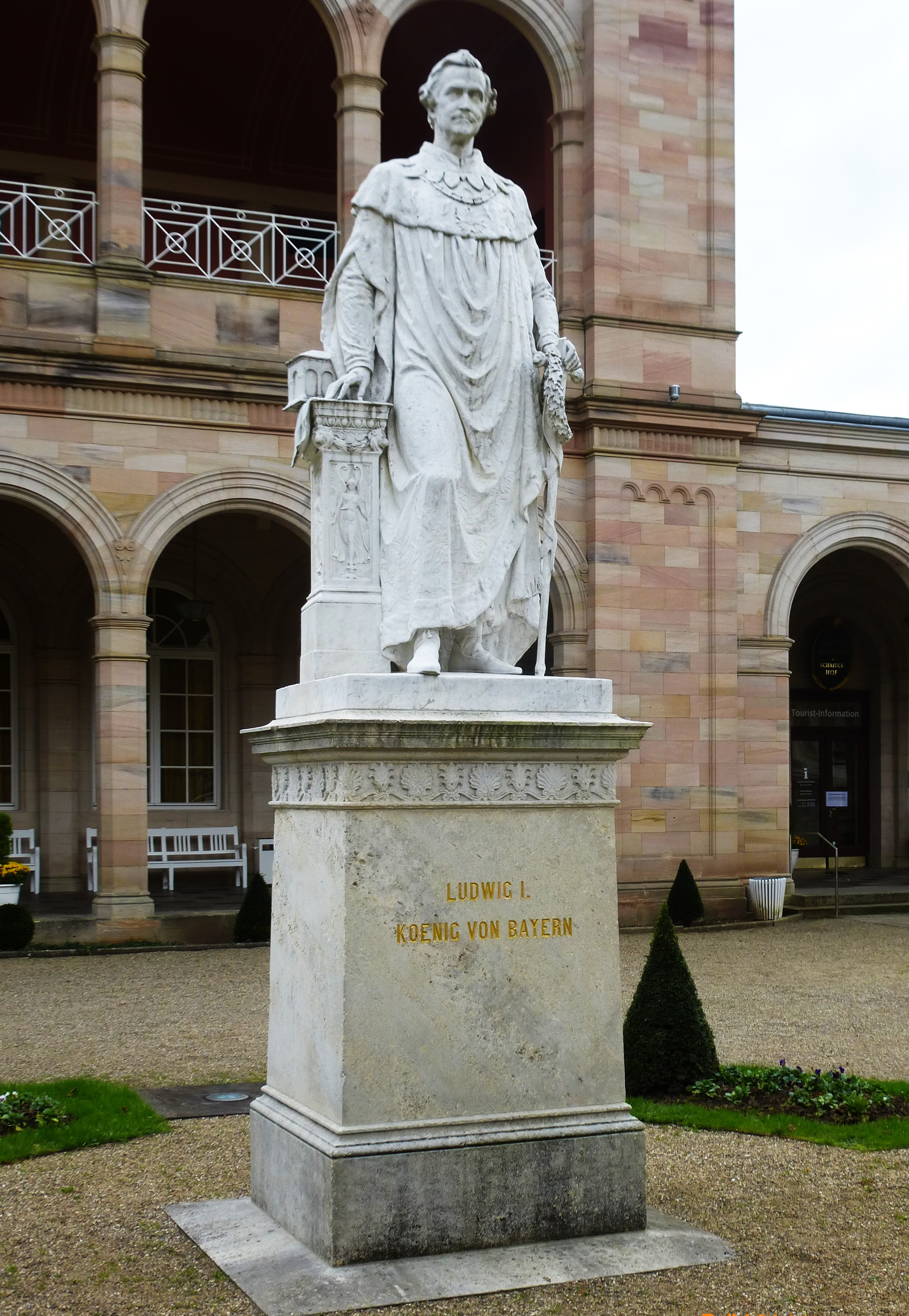
Klassischer Sockel (Postament) eines Personendenkmals (König Ludwig I., Bad Kissingen)
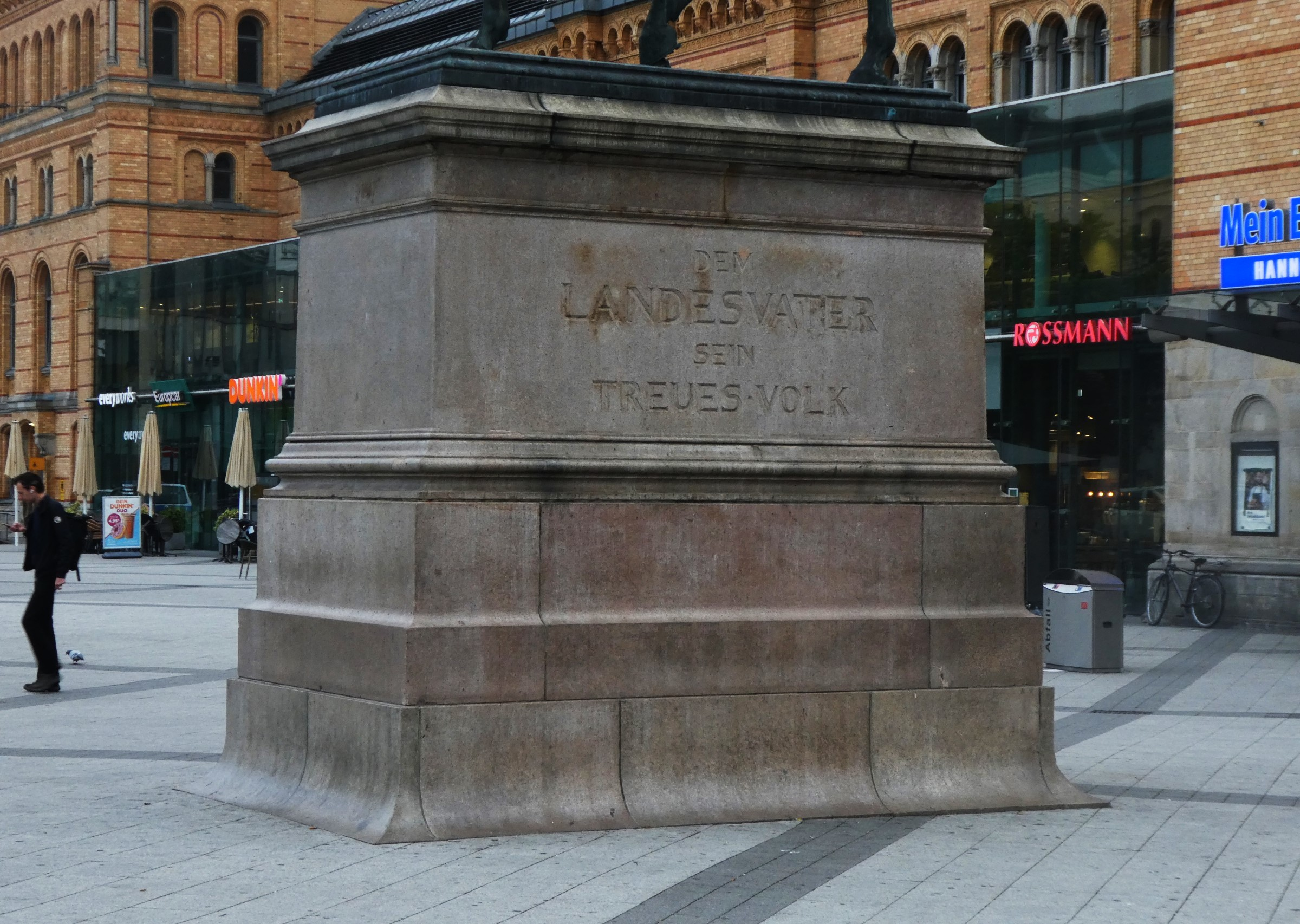
Denkmalsockel (Postament) des Ernst-August-Reiterdenkmals in Hannover, 1861
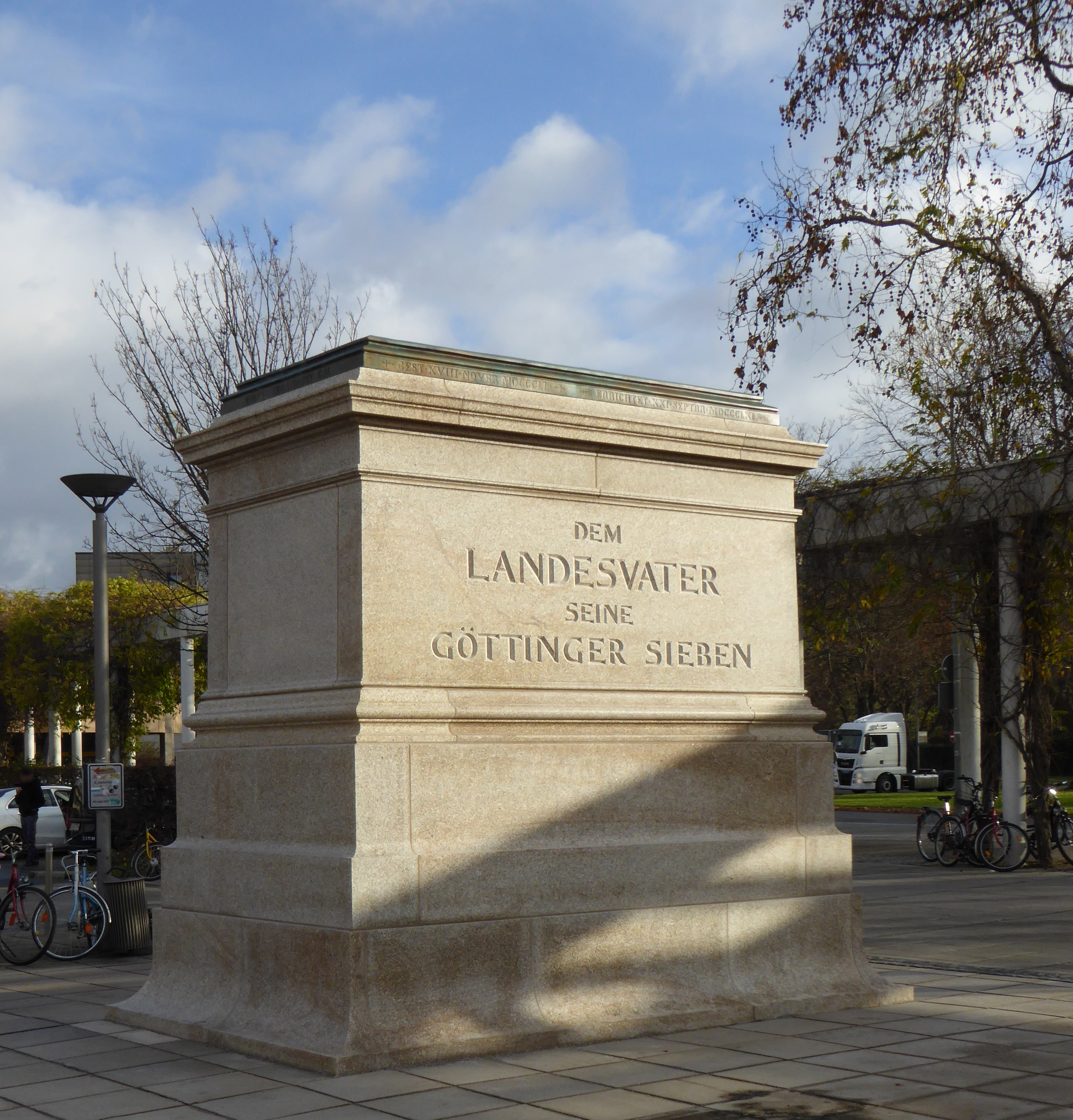
Denkmalsockel (Postament) ohne Aufsatz als ironisches Kunstwerk von 2015 (Dem Landesvater seine Göttinger Sieben, Göttingen)
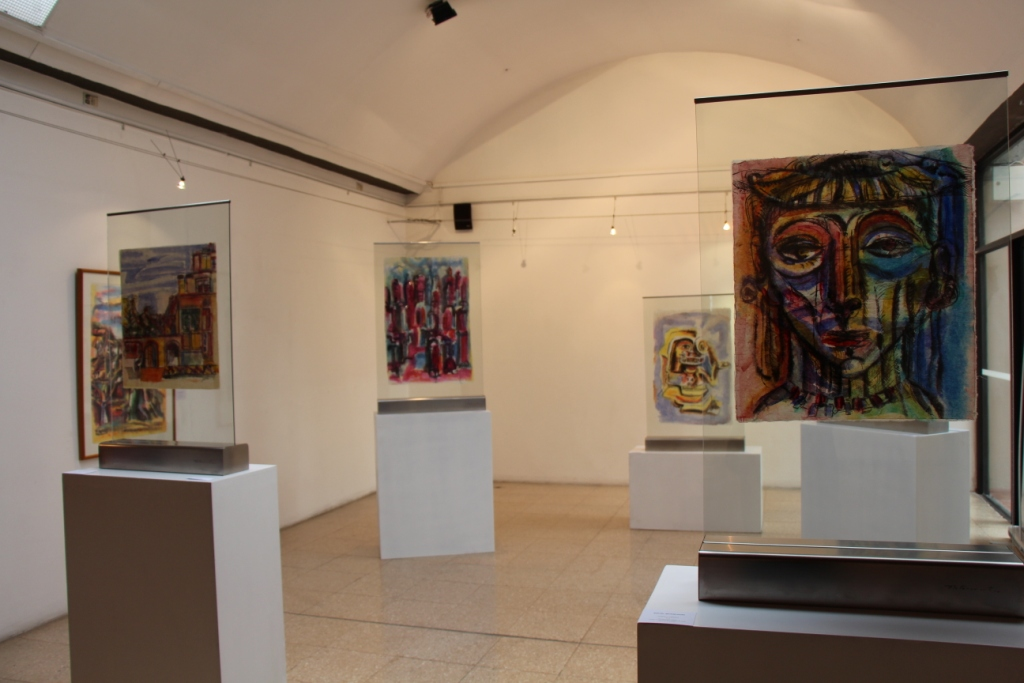
Schlichte Sockel für Kunstwerke in einer Kunstausstellung

### Sockel von Stützen, Säulen
Auch einzelne Architekturglieder können durch Sockel absichtsvoll emporgehoben werden. Die einfachste Art sind Steinsockel, die eine Holzstütze tragen und von der Bodenfeuchte fernhalten.
Architekturtheoretisch bedeutsam sind die Hervorhebungen von Säulen, Pfeilern und Pilastern durch ebenfalls Postament genannte Sockel, die seit der römischen Architektur bis in die Zeit des Historismus Verwendung fanden. Sie sind Teil der Säulenordnungen und ihr unterschiedlicher Gebrauch war seit der Renaissance Gegenstand gelehrter Ausführungen in Architekturtraktaten. 

Sockel von Stützen und Säulen
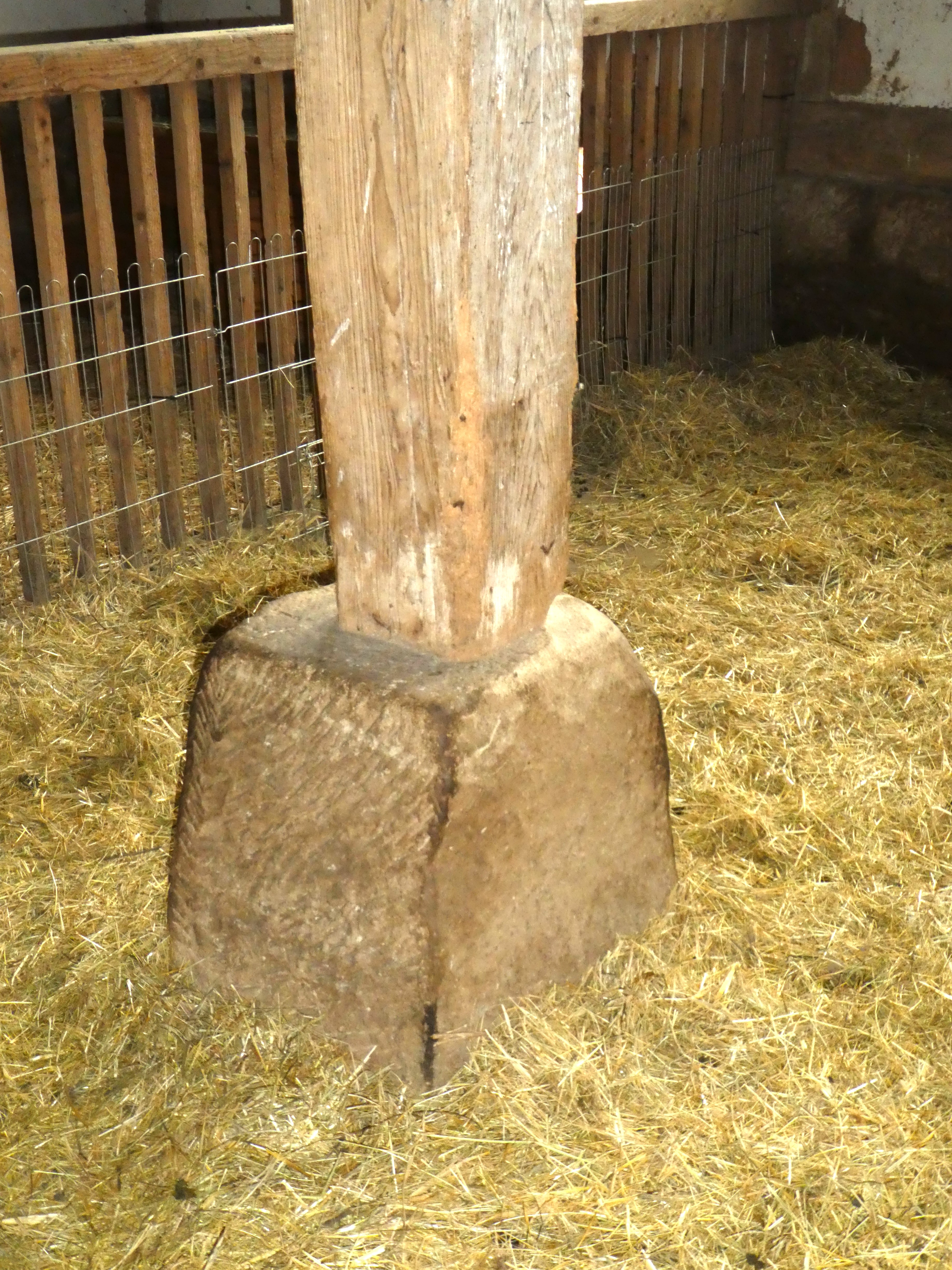
Steinsockel einer Holzstütze (Stallgebäude in Gut Herbigshagen)
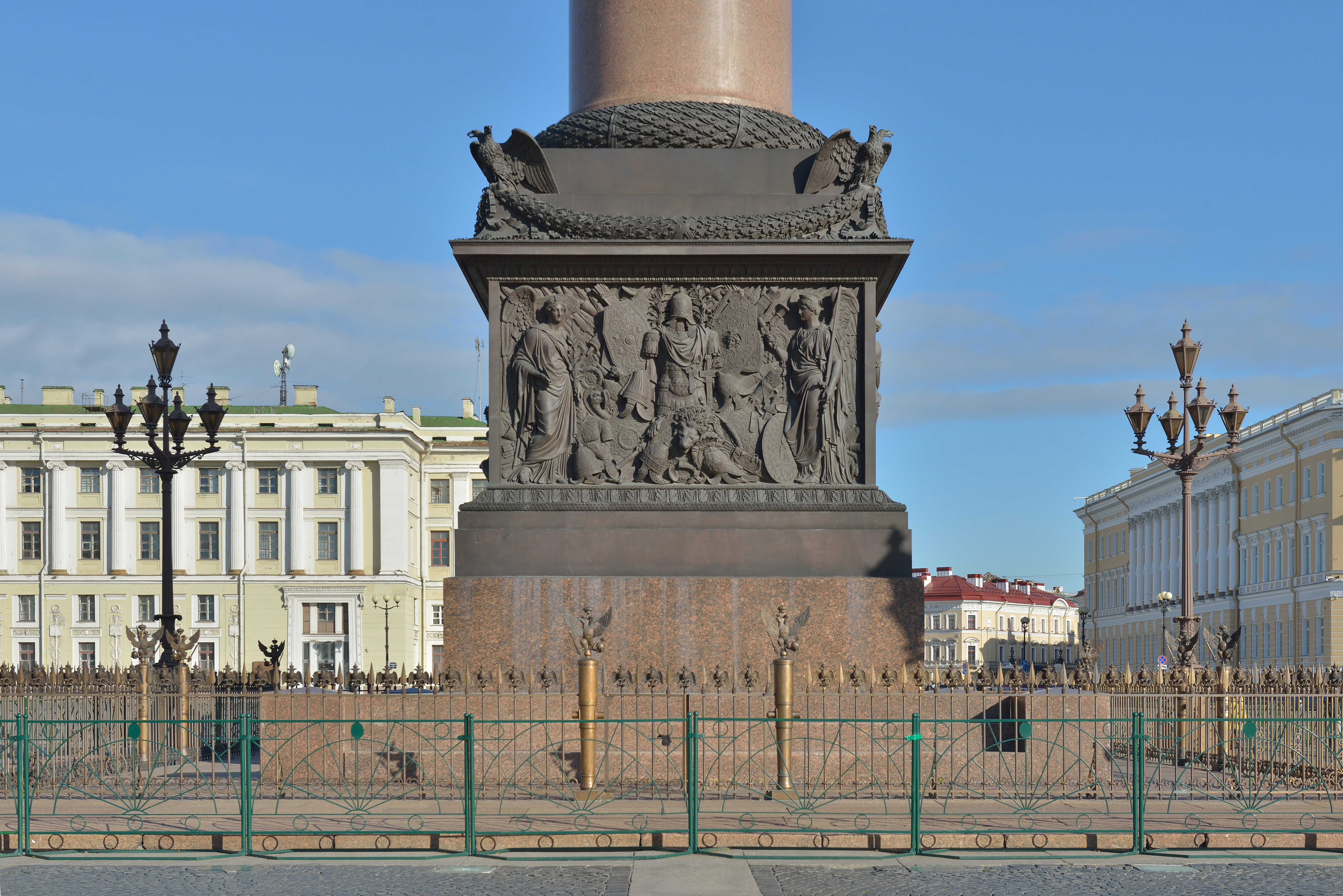
Stein- und Bronze-Sockel (Postament) der Alexandersäule in St. Petersburg, 1834
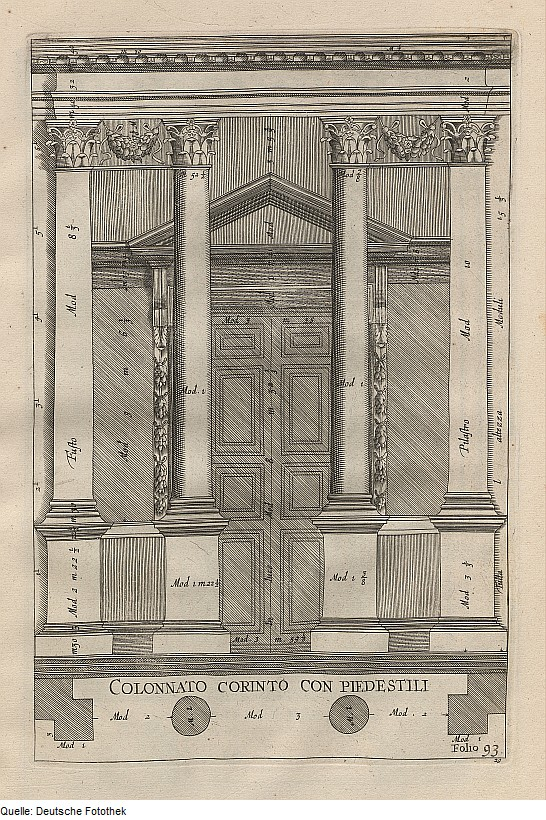
Vier Sockel als Postamente für Pfeiler und Säulen einer Kolonnade (Vincenzo Scamozzi & Joachim Schaum, 1665)

## Sonstiges

### Sockelleiste
Eine Sockelleiste (auch Fußleiste, Scheuerleiste) sitzt zwischen Fußboden und Innenwand; sie dient zur Abdeckung der offenen Fuge und diente früher in profilierter Form auch der Zierde.

Sockelleisten
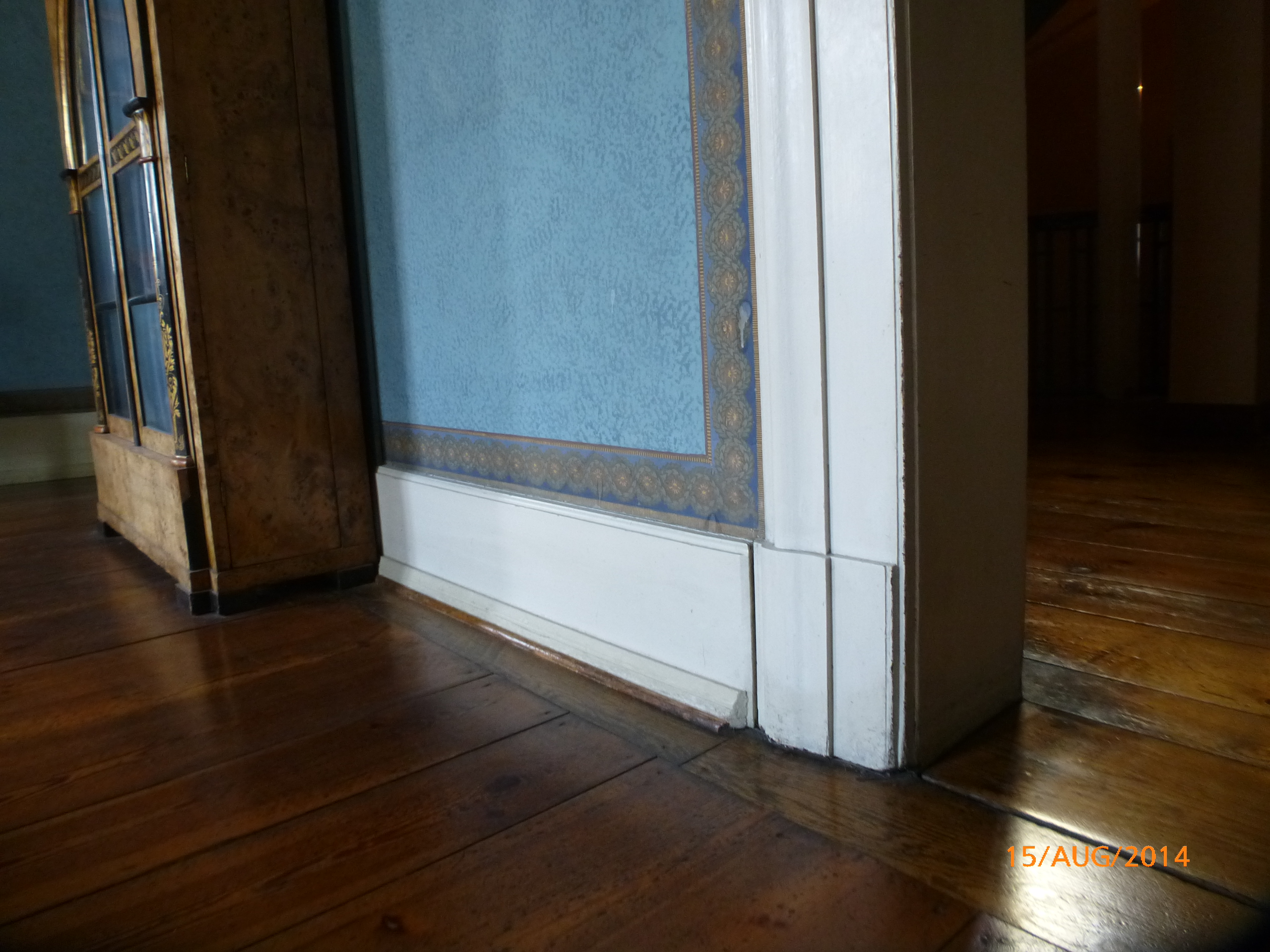
Klassizistische Sockelleiste (Goethehaus Weimar)
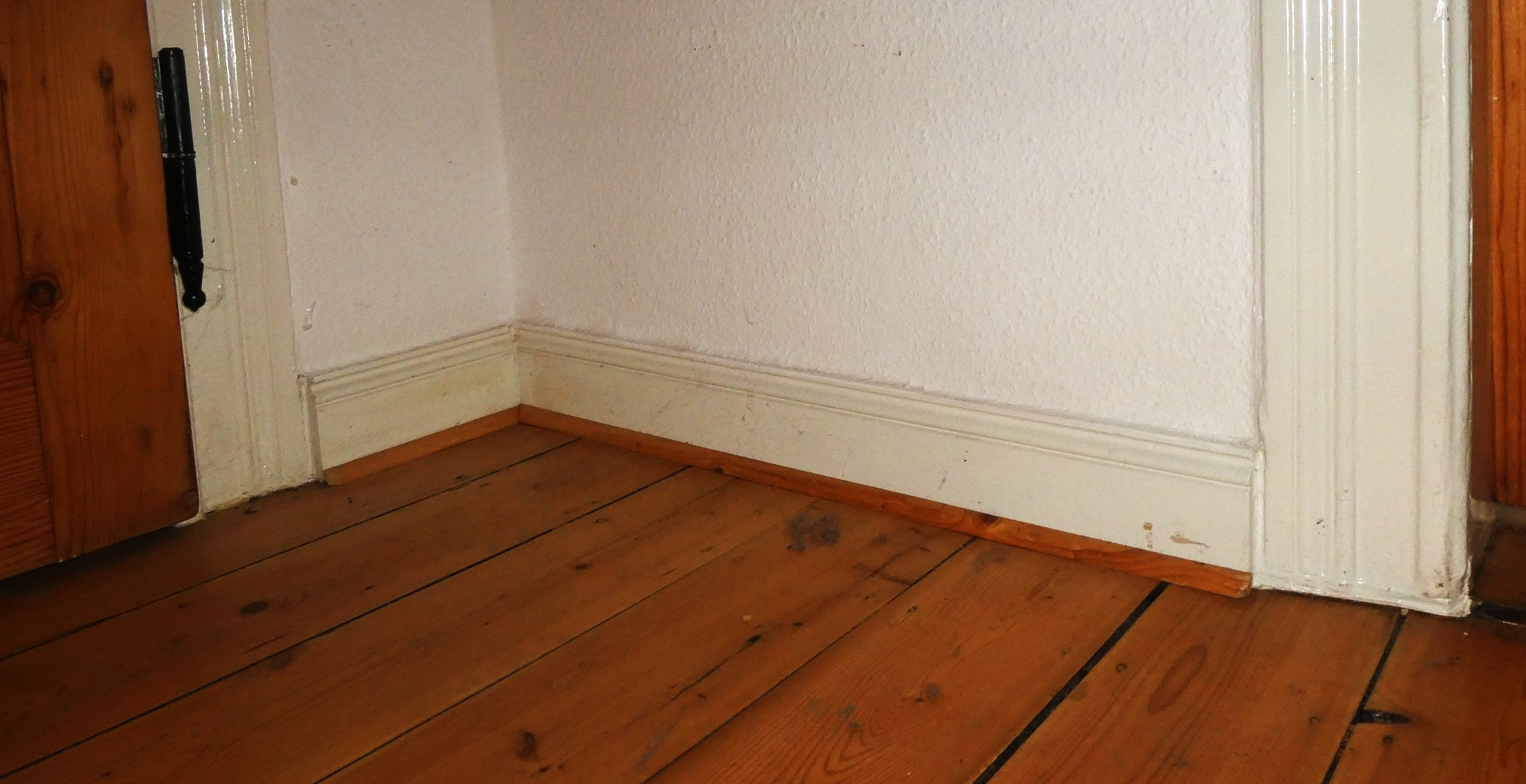
Profilierte hölzerne Sockelleiste, Anfang 20. Jahrhundert.

### Sockelprofil
Ein Sockelprofil (auch Sockelabschlussprofil) bezeichnet speziell ein bei moderner Fassadendämmung mit Wärmedamm-Verbundsystemen verwendetes Aluminiumprofil, das die erste Reihe der Dämmplatten trägt.

### Sockel im Möbelbau
Auch im Möbelbau kommt das architektonische Prinzip des Sockels zu Anwendung, hier jedoch in der Regel nicht vorstehend, sondern als eingezogener Unterbau des Korpus.

### Ölsockel
Als Ölsockel wird ein Wasser, Schmutz und Fett abweisender Anstrich bezeichnet, der sich früher oft in Treppenhäusern, aber auch in Küchen und Bädern, oft in Altbauten befand und direkt auf den rohen Putz aufgetragen wurde. Der Anstrich war mit wasserabweisenden Pflanzenölen (vorwiegend Leinöl) versehen, daher die Bezeichnung.

## Redensarten
Im Zusammenhang mit dem Sockel als Postament eines Denkmals entstanden die umgangssprachlichen Redensarten „Jemanden auf den Sockel stellen“ oder „Jemanden vom Sockel stoßen“.